# Institut für Hochenergiephysik (Protwino)
Das Institut für Hochenergiephysik (russisch Институт физики высоких энергий), kurz IHEP, ist ein russisches Forschungsinstitut für Hochenergiephysik in Protwino, rund 130 Kilometer südlich der Hauptstadt Moskau. Es besteht seit 1965 und beherbergt seit 1967 den stärksten Protonen-Teilchenbeschleuniger Russlands. Die ersten Jahre war der U-70 das stärkste Synchrotron der Welt.
Leiter des Instituts ist Nikolai Tjurin.
Da es 15 km von Serpuchow liegt, wurde es im Ausland häufig kurz nach Serpukhov (Serpuchow) benannt.